# Teatro di Aigeira
Il Teatro di Aigeria è costruito su una collina prospiciente la città di Aigeira, nel Peloponneso.

## Costruzione
Il teatro ha avuto due periodi di costruzione, il primo tra il 280 e il 250 a.C., il secondo, attraverso un'estensione della cavea e della scena, nel II secolo d.C. sotto l'imperatore Adriano.

## Caratteristiche
Il teatro si affaccia sul Golfo di Corinto e sulle coste della Grecia continentale. Faceva parte di un tempio dedicato a Zeus. È per la maggior parte scavato nella roccia su cui sono stati collocati gradini dello stesso materiale.
La cavea, a ferro di cavallo, è divisa in due parti da un passaggio orizzontale (diazoma). La sua parte superiore è quasi scomparsa. L'orchestra, di 14,4 metri di diametro, è  scavata nella roccia ed è circondata da un canale progettato per evacuare l'acqua piovana.
La scena, costruita nell'Età ellenistica, presenta somiglianze con quella di Epidauro. Il boccascena era lungo 30,7 metri e largo 8,5. Un colonnato di 25,63 metri composto da dodici paraste doriche sosteneva il pulpitum. In epoca romana gli ingressi del coro (parodoi) erano chiusi da porte.